# Eoptychoptera eximia
Eoptychoptera eximia is een uitgestorven muggensoort uit de familie van de glansmuggen (Ptychopteridae). De wetenschappelijke naam van de soort werd voor het eerst geldig gepubliceerd in 1953 door Bode.